# Herpetopoma pruinosum
Herpetopoma pruinosum is een slakkensoort uit de familie van de Chilodontaidae. De wetenschappelijke naam van de soort is voor het eerst geldig gepubliceerd in 1979 door B.A. Marshall.